# Ратная
Ратная — железнодорожная станция в Балаковском районе Саратовской области России. Входит в составе сельского поселения Быково-Отрогское муниципальное образование.

## География
Находится на железнодорожной линии Балаково — Пугачёв на расстоянии примерно 18 километров по прямой на юго-восток от города Балаково.

## История
Населённый пункт появился при строительстве железной дороги. В селении жили семьи тех, кто обслуживал железнодорожную инфраструктуру.

## Население
| 2010 |
| ---- |
| 5    |

Постоянное население составляло 32 человека в 2002 году (русские 59 %), 5 в 2010.

## Транспорт
Доступен автомобильным и железнодорожным транспортом.